# 송광익
송광익(宋光翼, Song Kwang Ik, 1950년 1월26일~)은 노동집약적인 종이조형작업을 펼치는 대한민국 화가이다.

(위 왼쪽부터 시계방향)대학졸업식에서 부모님과 1976. 대학미술실기실에서, 1970년. 결혼식 1976년. 일본유학시절작업실, 1982. 사진제공=송광익.

## 생애
송광익은 1950년 1월26일 대구시 중구 대신동 1552번지에서 아버지 송종달(宋鍾達,1917~2000), 어머니 이기조(李奇祚,1923~2001)사이 5남 1녀 중 4남으로 출생했다. 야성 송씨(冶城 宋氏) 인의공파 31세손으로 유복한 환경에서 자랐다. 대구수창초등학교, 계성중학교, 계성고등학교(54회), 1967년 계명대학교 문과대학 역사학과에 입학하여 2학년 때 미술대학 미술학과로 전과하여 졸업(76년)했다. 이후 계명대학교 교육대학원 미술교육과 석사(1979년), 1980~83년 일본 규슈산업대학(九州産業大学) 대학원 예술연구과 석사 졸업했다.
대학재학 때, 정점식(鄭點植,1917~2009)교수에게 미술에 대한 기본적인 사고와 이론을 지도받았다, 또 직접 그림을 그려가며 학생들에게 기법을 지도한 유병수(兪炳壽,1937~2008)교수에게 많은 배움을 받았다. 송광익은 1976년 배순임(裵順任,1952~)과 결혼했고 1남 1녀를 두었다.

(위 왼쪽부터 시계방향)당신의 공간은, 182×227㎝ oil on canvas, 1982. 어떤 공간에서, 182.5×227㎝ oil on canvas, 1983. 폐쇄된 인간들, 182×227㎝ oil on canvas, 1983. 공간의 태동-서라벌에서, 182.5×91㎝(×8) oil on canvas, 1978. 사진=황인모.

## 한반도유물의 역사성 공간 파노라마(1970~1989년)
1970년대 초, 한반도풍토성이 스민 자연공간의 드라마틱한 인상을 반영한다. 1974년 제1회 경상북도미술전람회(慶北道展)에 출품한 ‘BC-형체(Ⅱ)’ 비구상작품명제가 암시하듯 역사성에 천착했고 대형화폭에 역동적인 파노라마를 묘사해냈다. 이후 1980년 일본유학길에 오른다. 당시 철망, 그물 등이 등장하는데 국내의 민주화운동 등 격동의 시대에 대한 고뇌가 담겨있고 사유의 확장을 위한 여러 재료나 방법적 모색이 작업흔적에 뚜렷하다. 80년대 중·후반 인간실존에 대한 천착으로 사람을 직접 그리는 대신 이미지를 눌러서 찍은 자국의 형상으로 단순화된 평면적 환원으로 진화한다.
“한국선사시대 울주지역 암각화의 현장답습을 통하여 조형적 측면에서 분석연구 하였다. 선사인(先史人)들은 자연적인 유기적 형태를 가장 간단한 기하학적인 요소로 환원시켜 상징했고 나아가 영적(靈的)인 내면의 표현성도 강하게 나타난다. 이것은 현대회화조형성에서도 중요한 요소이다.”
“홈이 파인 암석의 텍스추어와 침식되고 마멸된 암벽의 자연스런 얼룩들과 희미하게 드러나 있는 직육면체의 형상들은 오랜 세월이 오늘에 숨 취고 있는 고분벽화를 상기시키고도 남음이 있다.”

(위 왼쪽부터 시계방향)무제, 125×152㎝ mixed media on canvas, 1990년대. 飢億短片(기억단편), 113×168㎝ mixed media on canvas, 1990년대. 心貧內透(심빈내투), 127×200㎝ oil on canvas, 1990년대. 사진=황인모.

“그물은 송광익 작가가 바라보는 1980년대 초반 세계관에 대한 고찰을 반영하며, 개인의 자유와 다양성이 소외되어가는 그 시대의 모습을 통찰한다.” “어망이나 철망과 같은 그물에 감싸여 허우적거리고 있는 데포르메 된 지친 인간의 자태를 주체로 한 그림에는 인간뿐만 아니라 자연마저도 철망의 규제 속에 가두어지고 있다. 자신이나 자연의 토대마저도 점유당하고 있는 피식민지이며 피(被)식민지인이다.”

## 인간에 대한 탐구 실험적 미술로의 전환(1990~1999년)
1990년대 초기 인간본연에 대한 담론의 심화를 보여준다. 앵포르멜 수법과 자연적인 현상에서 일어나는 우연효과를 반영하고 다채로운 종류의 종이와 이질적인 물질들이 만나는 불협화음의 공존 등을 담아냈다. 1990년대 중반부터는 자연스럽게 실험미술로 전환한다. 스카치테이프접착성을 이용하여 신문의 이슈들을 전사(轉寫)시켜 만든 이미지로 이후 송광익 작품세계의 현대성에 획기적 촉발을 불러일으킨다.
“송광익 작품 속에 인간은 다수가 아닌 유일한 존재로서 혼자인 경우가 대부분이다. 그는 오롯이 하나의 인간을 표현하는 것이 보다 깊이 있게 인간의 본질에 집중할 수 있다고 여겼기 때문일 것이다.”
“1990년대 우리사회가 더없이 경제적인 호황을 누리던 시대였지만 작가의 예리한 통찰력은 비극적 존재들을 간과하지 않고 작품화했다. 그림 속 고통의 몸짓들은 바로 그 시대가 조형적 감수성을 통해 구현된 것으로 볼 여지가 충분하다. 또 거기에 우리의 전통적인 미적가치들을 내용으로 불러와 재구성해보곤 했다.”

(위 왼쪽부터)무제, 102×71㎝ mixed media on paper, 2000. 지물(紙物), 120×80㎝ newspaper ink, 2003. 지물, 90×70㎝ 한지, 2018. 지물, 100×100㎝ 한지 아크릴, 2021. 사진=황인모. (아래 왼쪽부터)무위지예(無爲紙藝), 540×840㎝ mixed media, 2020. 지물, 가변설치 magazine acrylic, 2023. 사진=대구문화예술회관미술관.

“인쇄매체이미지를 투명비닐테이프에 전사하는 프로세스는 복제이미지로 대변되는 동시대 이미지의 재복제인 것이며 이로써 작가는 동시대의 이미지 생산방식을 중층화 하고 있다.”

## 종이-평면과 입체 응축과 확장의 패러다임(2000~현재)
2000년대에 들어서면서 테이프작업은 좌우상하에 드러나는 입체적공간성에 주목하게 된다. 이것은 한지를 세우는 방법론으로 진화하는데 마침내 2003년 ‘지물(紙物)’이라는 명제로 첫 선보인다. 순수한 몸으로의 노동집약적 작업으로 한지의 응축과 확장으로 거듭 발전되고 있다. “송광익 작가는 종이가 가진 수많은 얼굴들을 호기심과 예민한 감각으로 잡아내어 또 다른 종이의 얼굴로 끊임없이 구현한다. 그와 종이는 서로 느끼며 끊임없이 현재적으로 만난다.”
“희고 검은 한지가 수직수평으로 결을 이루는 위에 골격만 있는 의자를 고무 띠로 동여매어 놓은 설치작업은 고무의 팽팽한 힘과 그것을 견디는 바탕한지의 강인한 질김이 서로의 힘을 대비하기도 혹은 뒤바꾸기도 한다.”
“송광익에게 한지가 갖는 사물성은, 자연의 결을 담은 자연스러움과 역사성에 기인한다. 한지에는 태양아래 바람의 일렁임과 대지의 숨을 담아 생명을 일궈 온 시간이 있다.” “송광익 작품은 한지라는 나무재료에서 나오는 여러 단위의 기(氣)파장들이 모여 눈에는 보이지 않지만 우리 몸의 감각세포에 직접적인 영향을 준다.”
“송광익 작업방식은 순수한 미학적 태도로 보이지만 제작 과정에 스며든 수많은 내러티브와 짙은 페이소스가 느껴지는 것이다. 종이조형작업이 엄청난 파토스의 힘과 감동으로 다가오는 이유다.”

## 평가
“송광익 작품세계는 1980년 첫 개인전 때부터 한국적정서와 공간에 대한 의식을 가장 한국적인 측면에서 탐구해온 과정의 결과물이다.” “송광익은 1980~90년대, 왕성하게 전개되던 우리나라 현대미술의 실험과 도전에 대응하면서 현재의 종이작업에 이르고 있다.”
“송광익은 쇠스랑으로 이랑을 만들고 골의 간격과 깊이를 헤아리면서 농사를 일구어내는 농부의 시선으로 노동의 가치와 관조의 세계를 텍스트화 한다. 무수한 종이의 골들로 이루어진 화면은 빛을 흡수하기도 하고 감추기도 하면서 카오스에서 프랙탈세계로 진화한다.”
“송광익 작가는 ‘지물(紙物)’의 민낯을 보여주기 위해 개념에 저항하고 끊임없는 거리두기를 하면서 지물의 자유를 확보한다.” “송광익 화백은 스스로 고독한 환경에서 자신의 조형세계를 독자적으로 심화시키며 밖으로는 낙천적인 예술로 꽃피운 작가이다.”

## 개인전 및 단체전
개인전
- 2024 통인화랑 서울
- 2023 대구문화예술회관 대구
- 2022 소쿄 갤러리 일본
- 2021 통인화랑 서울
- 2019 솔루나 파인아트 홍콩
- 2017~2018 통인화랑 서울
- 2015 갤러리신라 대구
- 2014 봉산문화회관 대구
- 2013 맥향화랑 대구. 봉산문화회관 대구
- 2012 인사갤러리 서울. 한갤러리 파주
- 2010 인사갤러리 서울. 봉산문화회관 대구
- 2009 갤러리신라 대구
- 2008 후지화랑 오사카. 구로가와 인 미술관 후쿠오카
- 2006 갤러리신라 대구. 봉산문화회관 대구
- 1992 21갤러리 후쿠오카
- 1989 공간미술관 서울
- 1984 서울미술회관 서울. 수화랑 대구
- 1983 갤러리888 후쿠오카. 오사카포름화랑 도쿄
- 1982 갤러리토와루 후쿠오카. 후쿠오카현립미술관 후쿠오카 일본
- 1980 삼보화랑 대구

주요단체전
- 2020 메이드 인 대구Ⅱ(대구미술관)
- 2019 SOFA CHICAGO 2019(시카고,미국) 홍콩아트센트럴(솔루나 파인아트,홍콩)
- 2016 지독한 노동-소마인사이트(소마미술관,서울) 올해의 중견작가(대구문화예술회관)
- 2015 NEXUS-PAPER WORKS EXPRESSIONS(구로가와 인 미술관,후쿠오카 일본)
- 2013 대구미술사색(대구미술관)
- 2009 송광익·이토 마사유키 2인전(봉산문화회관,대구)
- 1995 대구 ASIA FINE ART EXHIBITION(대구문화예술회관)
- 1991 CNU국제판화전(대전문화원) 대구문화예술회관개관기념전 한·중·일 미술교류전(대만)
- 1984 대구현대작가 오사카전(오사카부립현대미술센터) 대구현대작가전(수화랑) 후쿠오카30대전(후쿠오카현립미술관) 대구미술대전초대작가전(대구시민회관)
- 1982 기타큐슈비엔날레(기타큐슈시립미술관) 서일본미술전(Bridgeston미술관) ART 327(후쿠오카현립미술관,일본)

## 수상
- 2013 제27회 금복문화상 수상(금복문화재단,대구)
- 1982 제3회 기타큐슈 비엔날레 수상(기타큐슈시립미술관) 제11회 Salon de Rupa 은상(후쿠오카현립미술관)
- 1981 제10회 Salon de Rupa 장려상(후쿠오카현립미술관)

## 미술관 소장
대구문화예술회관(대구), 대구미술관(대구), 국립현대미술관미술은행(서울), 기타큐슈시립미술관(일본), 구로가와 인 미술관(일본).